# Duque de Lennox

Brasão de armas dos atuais duques de Lennox

Duque de Lennox é um título que foi criado várias vezes no Pariato da Escócia, para o Clã Stewart de Darnley. O ducado, nomeado após o distrito de Lennox em Dumbarton, foi criado em 1581, e tinha sido anteriormente o Condado de Lennox. O segundo duque foi feito Duque de Richmond; em sua morte, o ducado de Richmond foi extinto. O quarto duque de Lennox também foi criado Duque de Richmond; com a morte do sexto duque, os ducados foram extintos. O ducado de Richmond e um mês mais tarde o de Lennox foram criados em 1675 para Charles Lennox, um filho ilegítimo de Carlos II. O Duque de Richmond e Lennox foi criado Duque de Gordon em 1876. Assim, o Duque detém quatro ducados (incluindo Aubigny-sur-Nère), mais do que qualquer outra pessoa no reino.

## Lista dos Duques de Lennox

### Primeira criação (1581)
- Esmé Stewart, 1.º Duque de Lennox(1542–1583)
- Ludovic Stewart, 2.º Duque de Lennox, 1.º Duque de Richmond (1574–1623)
- Esmé Stewart, 3.º Duque de Lennox (1579–1624)
- James Stewart, 4.º Duque de Lennox, 1.º Duque de Richmond (1612–1655)
- Esmé Stewart, 5.º Duque de Lennox, 2.º Duque de Richmond (1649–1660)
- Charles Stewart, 6.º Duque de Lennox, 3.º Duque de Richmond (1639–1672)

### Segunda criação (1675)
- Charles Lennox, 1.º Duque de Richmond, 1.º Duque de Lennox (1672–1723)
  -  Charles Lennox, 2.º Duque de Richmond, 2.º Duque de Lennox (1701–1750)
    -  Charles Lennox, 3.º Duque de Richmond, 3.º Duque de Lennox (1734–1806)
    - George Lennox (1737-1805)
      -  Charles Lennox, 4.º Duque de Richmond, 4.º Duque de Lennox (1764–1819)
        -  Charles Gordon-Lennox, 5.º Duque de Richmond, 5.º Duque de Lennox (1791–1860)
          -  Charles Henry Gordon-Lennox, 6.º Duque de Richmond, 6.º Duque de Lennox, 1.º Duque de Gordon (1818–1903)
            -  Charles Henry Gordon-Lennox, 7.º Duque de Richmond, 7.º Duque de Lennox, 2.º Duque de Gordon (1845–1928)
              -  Charles Henry Gordon-Lennox, 8.º Duque de Richmond, 8.º Duque de Lennox, 3.º Duque de Gordon (1870–1935)
                -  Frederick Charles Gordon-Lennox, 9.º Duque de Richmond, 9.º Duque de Lennox, 4.º Duque de Gordon (1904–1989)
                  -  Charles Henry Gordon-Lennox, 10.º Duque de Richmond, 10.º Duque de Lennox, 5.º Duque de Gordon (1929–2017)
                    -  Charles Henry Gordon-Lennox, 11.º Duque de Richmond, 11.º Duque de Lennox, 6.º Duque de Gordon (1955-)

O herdeiro aparente do título é Charles Gordon-Lennox, Conde de March e Kinrara (* 1994).